# Gull-Ásu-Þórðar þáttr
Gull-Ásu-Þórðar þáttr es una historia corta islandesa (þáttr) que trata sobre un escaldo de Islandia llamado Þórður que se casa en Noruega y es testigo de los entresijos entre los caudillos y su rey Øystein I de Noruega. Es un relato perfectamente estructurado y conserva una serie de ingeniosas réplicas y raros aforismos. Se conserva en un manuscrito clasificado como AM 518 4.º.